# Coolaburragundy River
Coolaburragundy River är ett vattendrag i Australien. Det ligger i delstaten New South Wales, i den sydöstra delen av landet, omkring 260 kilometer nordväst om delstatshuvudstaden Sydney.
Trakten runt Coolaburragundy River består till största delen av jordbruksmark. Trakten runt Coolaburragundy River är nära nog obefolkad, med mindre än två invånare per kvadratkilometer. Genomsnittlig årsnederbörd är 800 millimeter. Den regnigaste månaden är februari, med i genomsnitt 152 mm nederbörd, och den torraste är oktober, med 17 mm nederbörd.